# Muriel Diallo

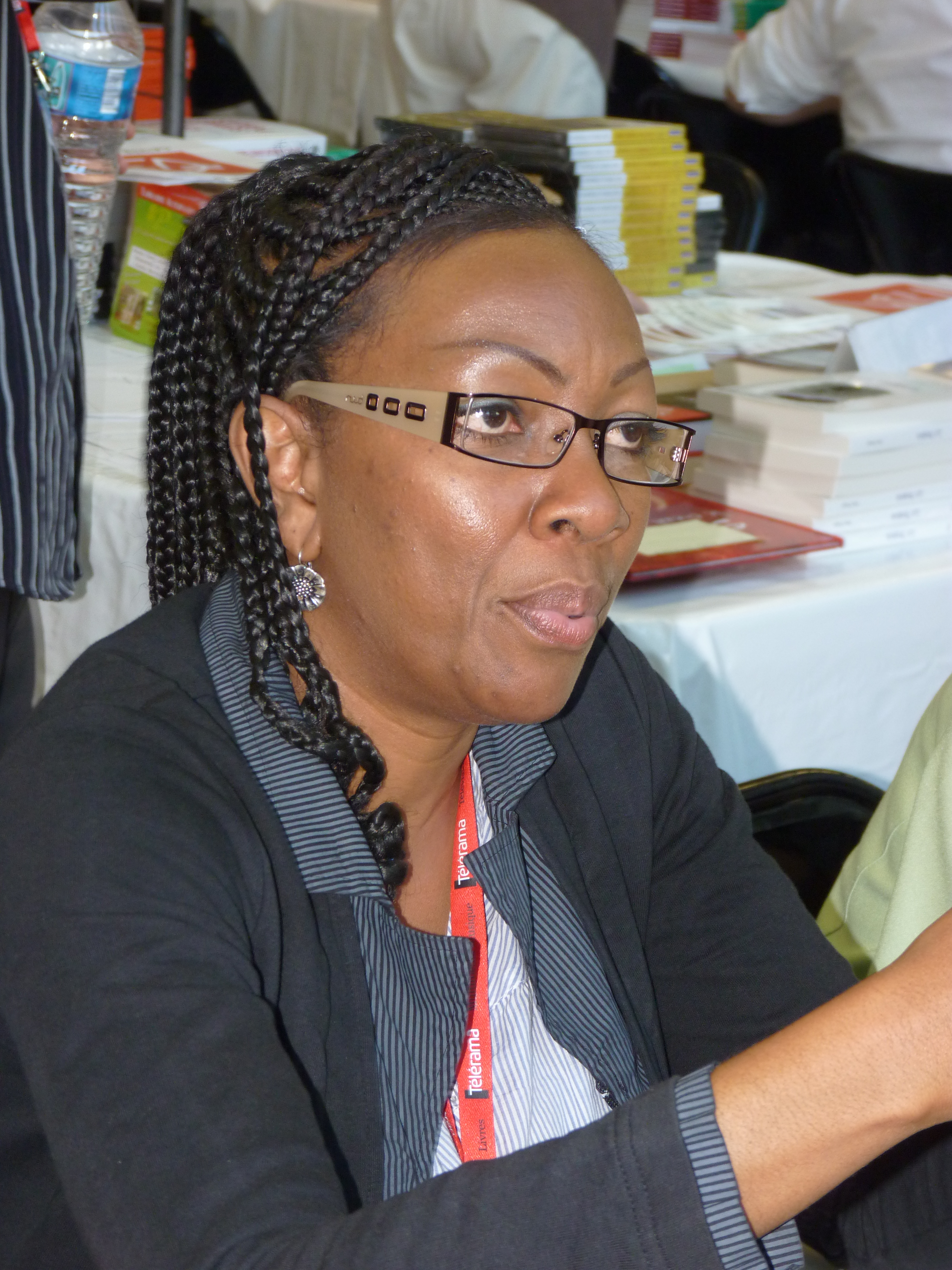
Muriel Diallo (2011)

Muriel Diallo (* 19. Mai 1967 in Boundiali) ist eine ivorische Schriftstellerin, Kinderbuchautorin und gelegentlich auch Geschichtenerzählerin. Als Malerin und Illustratorin hat sie ihre Arbeiten in vielen afrikanischen Galerien ausgestellt.

## Leben
Nach Schulabschluss, Universität und Kunstschule in Abidjan unterrichtete Diallo mehrere Jahre lang in der Elfenbeinküste Bildende Kunst an Mittelschulen. Ihre erste Geschichte wurde 1998 veröffentlicht. Ihre Jugendbücher sind auf Französisch geschrieben und häufig von Diallo selbst illustriert. 2001 wurde sie, getrieben von der Freude am Erzählen, zur Geschichtenerzählerin. 
2003 versuchte sie, ihre Arbeit unter den erschwerten Bedingungen des Bürgerkriegs in der Elfenbeinküste fortzuführen, entschied sich jedoch ca. 2007 nach Paris zu ziehen, wo sie seitdem lebt, malt, illustriert und als Geschichtenerzählerin tätig ist. Dort ist sie Teil der „Charta der Autoren und Illustratoren für die Jugend in Frankreich“. Sie setzt sie sich dafür ein, jungen Menschen zu helfen, die Literatur zu fördern und sie dazu zu bringen, Unterschiede zu akzeptieren.

## Auszeichnungen und Ehrungen
Als Schriftstellerin hat sie mehrere Preise gewonnen: den Sonderpreis für Manuskripte im Kinderbuchwettbewerb der Éditions CEDA Editions CEDA (1988) und den ivorischen ersten Preis im A.C.C.T.-Wettbewerb für Kinderliteratur (1992). „Le Peintre mauditre“ wurde im Jahr 2000 für den Prix Saint-Exupéry ausgewählt. Im Jahr 2012 wurde sie erneut mit dem Prix Saint-Exupéry in der Kategorie „Francophonie“ ausgezeichnet.

## Publikationen
(Auswahl)
Illustrationen
- 2017: Nelson Mandela, Libre corps et âme (Éditions À dos d'âne)

Erzählungen
- 1998: Le Peintre maudit (CEDA, Abidjan)
- 1999: Le fils de l'Aurore (Éditions Hurtubise, Montréal)

Conte
- 2004: La femme-arbre et le chasseur (L'Harmattan, Paris)
- 2004: L'aiguille de l'épervier, zweisprachig französisch-Moré, mit Bruno Tabuteau und Lucien Kaboré (L'Harmattan, Paris)
- 2004: Aïda et l'arc-en-ciel, zweisprachig Französisch-Wolof (L'Harmattan, Paris)

Kinder- und Jugendliteratur
- 2007: Le mineur et le boulanger (Éditions Vents d'ailleurs, France)
- 2008: Phi l'éléphant sert à rien, mit Didier Reuss-Nliba und Jessica Reuss-Nliba (A vol d'oiseaux éditions, Dakar)